# 龍虎砵蘭街
《龍虎砵蘭街》是1996年上映的一部香港電影，由鄧衍成執導，古天樂、謝天華、黎姿、麥家琪主演。

## 演员
| 演员   | 角色     | 粵語配音 | 备注 |
| 古天樂 | 陳若龍   | 陳欣     | 陳若虎兄弟。個性冷靜，與阿珊發展出感情。為幫阿珊報仇與陳若虎殺死狂人輝，隨後被捕入獄。                                                                                             |
| 謝天華 | 陳若虎   | 古明華   | 陳若龍兄弟。個性火爆衝動，為了出人頭地加入洪興，雖因故與阿儀分手但其實還深愛著她，一直想追回阿儀。為幫寸王報仇殺死狂人輝，隨後被捕入獄。                                           |
| 黎姿   | 儀       | 陸惠玲   | 陳若虎女友，被四眼及其手下輪姦後發現懷了阿虎的種，但阿虎怕丟臉強硬要求墮胎而怒與虎分手，後來雖然跟了禽獸，但是感情上一直在虎與禽獸之間搖擺不定，捲入洪興與東星的糾紛時被四眼殺死。 |
| 麥家琪 | 珊       |          | 按摩妹，欠狂人輝錢而四處躲債，喜歡陳若龍。被奉狂人輝命令的四眼逮住後與其手下輪姦並剃光頭下藥逼迫賣淫還債。                                                                         |
| 徐錦江 | 寸王     | 高翰文   | 洪興老大，行為古怪但很講道理的老大，被狂人輝買兇刺殺。 |
| 雷宇揚 | 四眼     | 雷宇揚   | 狂人輝手下，欺善怕惡愛強姦女人的人渣，連狂人輝都看不起他。輪姦完阿儀後被虎斬去一手，後來奉狂人輝命令捉回欠錢不還的阿珊並輪姦下藥逼迫賣淫，最後被阿儀殺死。                         |
| 林曉峰 | 祥仔     | 陳永信   | 龍與虎好友，為了闖出名號與阿虎一起加入洪興，與東星械鬥時戰死。 |
| 林國斌 | 禽獸     | 潘文柏   | 洪興的旺角老大，儀新男友，有狐臭、對阿儀非常好，與阿虎這位前男友時有衝突。與龍虎聯手追殺狂人輝但遭反擊，失血過多而死。                                                             |
| 黃一飛 | 二叔     |          | 龍與虎之叔，自幼扶養龍虎長大，時常與龍虎二人吵嘴。龍虎闖出名號發達後買了間新房供養叔嬸二人。                                                                                       |
| 魯芬   | 二嬸     | 黃鳳英   | 龍與虎之嬸，自幼扶養龍虎長大，時常與龍虎二人吵嘴。龍虎闖出名號發達後買了間新房供養叔嬸二人。                                                                                       |
| 徐忠信 | 狂人輝   | 陳永信   | 東星老大，四眼上司，行為瘋癲兇殘的瘋子，放高利貸、逼良為娼樣樣來，本片最終大反派。後來被禽獸砍死。                                                                                 |
| 蔡業信 | 那渣     |          | 寸王手下，春子大佬 |
| 蘇偉南 |          |          | 四眼手下 |
| 周美成 |          |          | |
| 媚姨   |          |          | 禽獸麻將搭子 |
| 王偉順 | 春子     |          | 那渣手下，陳若龍、陳若虎好友 |
| 江富強 |          |          | 東星四大金剛，砍死祥仔後遭陳若虎砍死 |
| 賈仕峰 |          |          | |
| 韓平   |          |          | |
| 吳育樞 |          |          | 狂人輝手下 |
| 宋本中 | 酒吧侍應 |          | 被狂人輝收買暗算寸王的殺手。 |
| 盧寶山 |          |          | |
| 羅偉佳 |          |          | |
| 黃金棠 |          |          | 二叔、二嬸牌咖 |
| 王文駿 |          |          | 押陳若虎前往醫院之警察 |
| 張耀輝 | 賺爆     |          | 四眼手下 |
| 麥樹燊 |          |          | 替陳若虎看相 |
| 張榮祥 |          |          | 那渣手下 |
| 陳中泰 |          |          | |
| 黃凱森 |          |          | 禽獸手下 |
| 蔡憲章 |          |          | 狂人輝手下 |
| 黃偉亮 |          |          | |

## 外部連結
- 開眼電影網上《龍虎砵蘭街》的資料（繁體中文）
- 香港影庫上《龍虎砵蘭街》的資料（繁體中文）
- 时光网上《龍虎砵蘭街》的資料（简体中文）
- 豆瓣电影上《龍虎砵蘭街》的資料 （简体中文）
- 爛番茄上《龍虎砵蘭街》的資料（英文）
- 互联网电影数据库（IMDb）上《龍虎砵蘭街》的资料（英文）